# サンカノゴイ

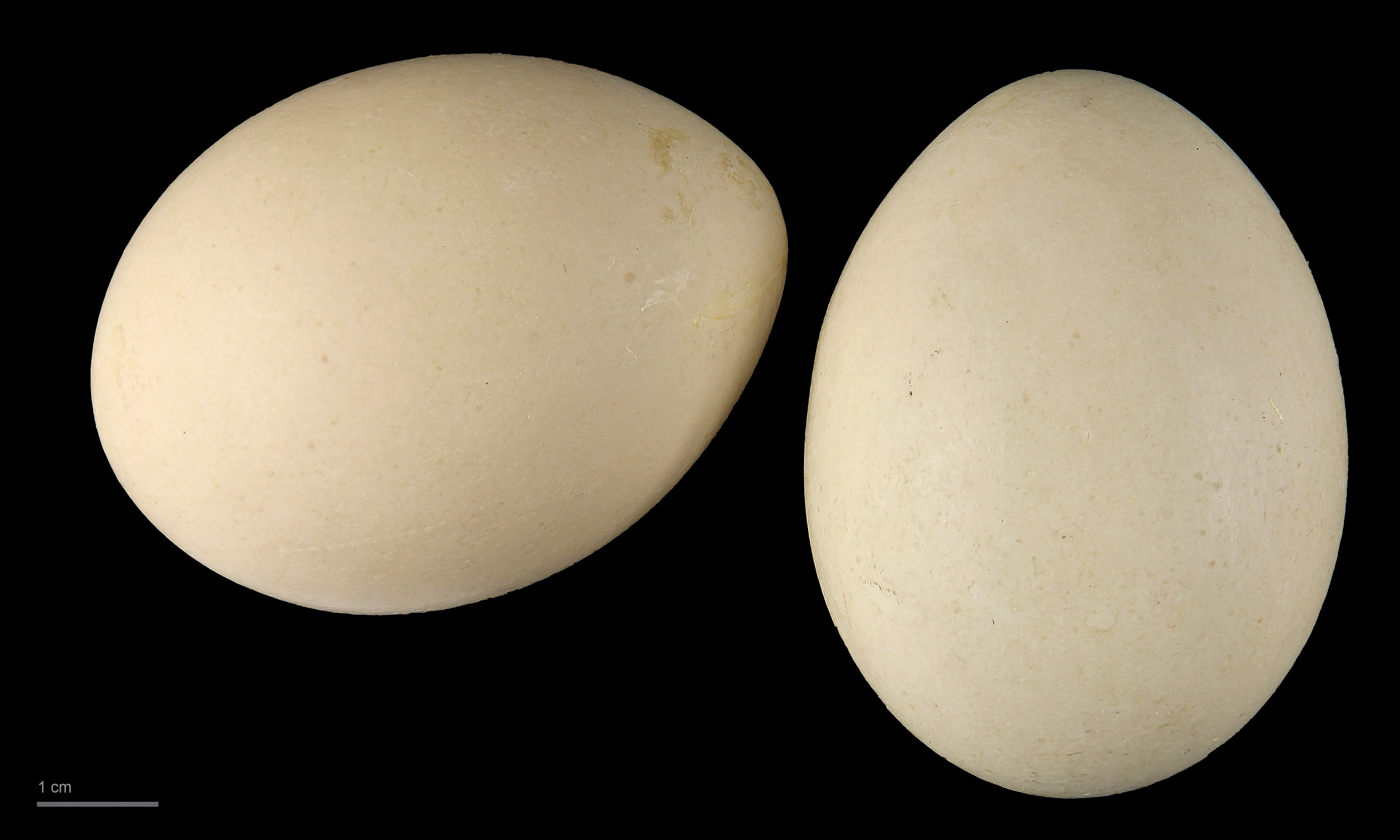
Botaurus stellaris

サンカノゴイ（山家五位, 学名：Botaurus stellaris）とは、ペリカン目サギ科に分類される鳥類の一種である。

## 分布
ユーラシア大陸中部、北アフリカ、南アフリカで繁殖し、冬期に北方の個体は、東南アジアやインド、アフリカに渡り越冬する。
日本では現在、北海道北部、青森県、茨城県、栃木県、千葉県で繁殖が確認されている。北海道では夏鳥で、他の繁殖地周辺では留鳥として生息するが個体数は少ない。このほか、本州中部以南の各地に、冬鳥として少数が渡来する。

## 形態
全長は約70cm、翼開長は125-135cmで、ずんぐりとした体形の大型のサギ類である。全身が黄褐色で、黒褐色の様々な形の斑が散在している。頭頂と顎線は黒褐色。体の下面は白みがかった黄褐色で、胸には暗褐色の縦斑がある。頸は短く見えるが、伸ばすと長い。足は黄緑色。
雌雄同色である。

## 生態
湿地、湖沼、河川のヨシ原や湿原に生息する。繁殖期以外は単独で生活することが多い。日中は湿原に潜み開けた場所に出ることが少なく、警戒心が強いために観察されにくい。警戒時には頸を長く伸ばすため、草の中から頸だけ突き出た姿が観察される。
食性は動物食で、主に両生類や魚類、甲殻類を捕食するが、ヘビなどの爬虫類、ネズミなどの小型哺乳類、小型の鳥類を食べることもある。採食は主に夕方から早朝までに行う。水辺や水中で待ち伏せしながら餌を狙い、頸を長くのばして嘴を突き出して餌をとらえる。
日本での繁殖期は4月下旬から7月にかけてで、枯れ草やヨシの茎などを用いて巣を作り、3-7卵を産む。抱卵日数は約25日で、雌が抱卵、育雛を行う。その間雄は縄張りの防衛をする。雛は2-3週で巣から出て、巣の近くで過ごす。50-55日で親から独立する。
繁殖期に「ボォー　ボォー」と低くよく通る声で繰り返し鳴く。主に夜間鳴くが、しばしば日中にも鳴いている。

## 亜種
以下の2亜種に分類される。
Botaurus stellaris stellaris  サンカノゴイ
ユーラシア大陸中部、北アフリカに分布する。
Botaurus stellaris capensis
アンゴラ、ザンビア、モザンビーク、南アフリカに分布する。

## 人間との関わり
日本においてはもともと生息数が少ないうえに、生息地となる広大な湿原やヨシ原や、餌になる小動物が減少していることから絶滅が危惧されている。

## 保全状態評価
- LEAST CONCERN (IUCN Red List Ver. 3.1 (2001))
- 絶滅危惧IB類 (EN)（環境省レッドリスト）